# Die Liebe stirbt nie
Die Liebe stirbt nie (Originaltitel: Their Eyes Were Watching God, frei übersetzt „Vor ihren Augen sahen sie Gott“) ist ein US-amerikanisches Filmdrama von Darnell Martin aus dem Jahr 2005. Es handelt sich um die Verfilmung eines klassischen Romans der Harlem Renaissance der amerikanischen Schriftstellerin Zora Neale Hurston mit demselben Titel aus dem Jahr 1937. Der Film folgt Janie Crawford, verkörpert von Halle Berry, die ihre Lebensgeschichte erzählt und ihren Weg vom naiven Teenager zur Frau beschreibt, die ihr Schicksal selbst in die Hand nimmt. Tragende Rollen im Film sind besetzt mit Ruben Santiago-Hudson, Michael Ealy, Terrence Howard, Lorraine Toussaint und Nicki Micheaux.
| Figur                 | Darsteller            | Deutscher Sprecher        |
| --------------------- | --------------------- | ------------------------- |
| Janie Crawford-Starks | Halle Berry           | Melanie Pukaß             |
| Joe Starks            | Ruben Santiago-Hudson | Oliver Stritzel           |
| Tea Cake              | Michael Ealy          | Michael Deffert           |
| Amos Hicks            | Terrence Howard       | Olaf Reichmann            |
| Pearl Stone           | Lorraine Toussaint    | Martina Treger            |
| Sam Watson            | Gabriel Casseus       | Michael Iwannek           |
| Liege Moss            | Kevin Daniels         | Sebastian Christoph Jacob |
| Logan Killicks        | Mel Winkler           | Thomas Wolff              |

## Handlung
Die Afroamerikanerin Janie Crawford lebt in den 1920/1930er Jahren in einem Ort in Easton in Florida. Ihre erste Ehe geht sie mit dem Farmer Logan Killicks ein, einem sehr viel älteren Mann. Janies Großmutter hat diese Ehe arrangiert. Killicks liebt Janie nicht, er ist mehr an einer Haushaltshilfe interessiert und nicht an einer Geliebten oder gar Partnerin auf Augenhöhe. Er hält Janie für undankbar und ist der Meinung, sie leiste nicht genug in Haus und Hof. Janie ist unglücklich, desillusioniert und einsam und verlässt Killicks. Nach dessen Tod heiratet sie den ehrgeizigen und oberflächlichen Ladenbesitzer Joe „Jody“ Starks, der sogar zum Bürgermeister des kleinen Ortes gewählt wird, der ersten freien schwarzen Gemeinde in den  Vereinigten Staaten. Mit dieser Ehe erlangt sie Reichtum und einen neuen Status. Joe verspricht Janie ein besseres, aufregenderes Leben. Er stellt jedoch gewisse Ansprüche an Janie, wie sie sich zu verhalten habe und sieht sie auch sonst nicht als gleichberechtigt an. Janie muss erkennen, dass Joe sie als Vorzeigefrau haben will, um seine Machtposition in der Stadt zu festigen. Ihre Zuneigung zu ihm verwandelt sich daraufhin in Bitterkeit. Obwohl Joe ihr verbietet allein am gesellschaftlichen Leben der Stadt teilzunehmen und sie wie sein Eigentum behandelt, kritisiert und kontrolliert und sogar körperlich misshandelt, bleibt sie fast zwanzig Jahre an seiner Seite. 
Nachdem Joe an Nierenversagen stirbt, genießt Janie erst einmal wieder ihre Freiheit und lässt sich auf den zwölf Jahre jüngeren Außenseiter Vergible Woods, genannt Tea Cake, ein, der ziemlich großspurig auftritt – und das in jeder Beziehung. Einzig Janies Freundin Phoebe Watson hält noch zu ihr, da diese Beziehung bei den Einwohnern in Easton für Aufregung sorgt und nicht gebilligt wird. Zwischen Janie und Tea Cake ist es aber tatsächlich Liebe. Mit Tea Cake erlebt Janie eine andere Art von Partnerschaft, sie lachen viel gemeinsam, spielen zusammen und führen ein abwechslungsreiches Leben. Auch die körperliche Liebe wird für Janie zu einem ganz anderen Erlebnis. Tea Cake teilt Janies Leidenschaften und Neigungen und lässt sie so sein, wie sie sein will. Finanziell ist Janie durch Starks Erbe unabhängig geworden. Nachdem Janie zuerst zögert, sich erneut in eine Ehe zu begeben, zumal Tea Cake jünger ist als sie, heiratet sie ihn dann doch. 
Das Paar zieht nach Belle Glade im nördlichen Teil der Everglades, wo beide als Wanderarbeiter beim Bohnenanbau und der Ernte helfen. Obwohl es auch in dieser Beziehung Schwierigkeiten gibt, ist Janie mehr als zufrieden, da sie nun endlich die Ehe führt, die sie sich immer gewünscht hat. Dann jedoch wird die Gegend vom großen Okeechobee-Hurrikan heimgesucht und Tea Cake wird von einem Hund gebissen, als er Janie vor dem Ertrinken rettet und erkrankt an Tollwut. Als Folge davon wird er wasserscheu und in seiner zunehmenden Eifersucht immer unberechenbarer. Als er schließlich versucht, Janie mit seiner Pistole zu erschießen, kommt sie ihm in Notwehr mit einem Gewehr zuvor. Sie erschießt den Mann, der ihre große Liebe ist, und wird des Mordes angeklagt. 
Es kommt zu einem Prozess dem auch Tea Cakes schwarze Freunde beiwohnen, die Janie schuldig gesprochen sehen wollen, doch eine Gruppe weißer Frauen aus der Gegend ist ebenfalls da, um Janie zu unterstützen. Nachdem die ausschließlich aus weißen Geschworenen bestehende Jury Janie freigesprochen hat, sorgt sie dafür, dass Tea Cake ein prächtiges Begräbnis bekommt. Tea Cakes Freunde vergeben ihr und bitten sie, in den Everglades zu bleiben. Janie beschließt jedoch, nach Eatonville zurückzukehren. Dass die Bewohner des Städchens auch nun wieder tratschen, war Janie von Anfang an klar. Wichtig ist ihr, dass sie nun wieder mit ihrer Freundin Pheobe zusammen ist.

## Produktion

### Dreharbeiten, Produktionsnotizen
Der Film wurde im Zeitraum 5. April bis 24. Mai 2004 unter anderem in Los Angeles, in Santa Clarita (Kalifornien) und in Orlando (Florida) gedreht. Produziert wurde er von der American Broadcasting Company (ABC), der Do We Inc. und Harpo Films.
Um das Fernsehpublikum nicht zu enttäuschen, dass sich normalerweise Oprah Winfreys Produktionen ansieht, vermied der Film weitgehend kontroverse Themen wie Rasse, Geschlecht und Macht, die Hurston in ihrem Roman behandelte. Auch Sharon L. Jones, Englischprofessorin an der Wright State University stimmte zu, dass sich der Film deutlich vom Roman unterscheide. So betone der Roman Janies Lebensweg mit anderen, die Teil ihrer Identitätsfindung seien und von denen sie manchmal überwältigt sei. Jones war der Meinung, der Film lasse viele wichtige Konzepte aus, die zur Vermittlung des zentralen Themas beitragen würden. Ziel sei es wohl, ein allgemeineres Liebeskonzept in den Mittelpunkt zu stellen, um ein breiteres Publikum zu erreichen – vermutlich das mehrheitlivch weiße weibliche Winfrey Fernsehpublikum.
Suzan-Lori Parks die am Drehbuch des Films mitwirkte, ist eine der ersten afroamerikanischen Dramatikerinnen, die mit dem Pulitzer-Preis ausgezeichnet worden. Der Soundtrack des Films Simply Beautiful stammt von Al Green.

### Veröffentlichung
Die Erstausstrahlung des Films im US-amerikanischen Fernsehen erfolgte am 6. März 2005. In den Niederlanden hatte der Film am 21. Juni 2005 DVD-Premiere, in Japan erfolgte eine Veröffentlichung im Februar 2006, in Spanien im Mai 2006 und im Vereinigten Königreich Ende Juli 2009. Veröffentlicht wurde er zudem in Australien, Bosnien-Herzegovina, Brasilien, Griechenland, Ungarn, Italien, Polen, Russland und unter dem Titel Die Liebe stirbt nie in Deutschland.

## Rezeption

### Kritik
Die Redaktion von Rotten Tomatoes schrieb, der Film habe „definitiv“ etwas zu bieten. Als seine Stärken wurden die „atemberaubende“ Kameraarbeit sowie die Darstellung von Halle Berry genannt.
Anawadhboyspanorma befasste sich bei Anawadhboyspanorama.wordpress mit dem Film und meinte, Widerworte geben, freche Reden, das seien Begriffe, die leicht mit Frauen in Verbindung gebracht würden, die sich weigerten, passive Schafe zu sein. In der afroamerikanischen Gesellschaft seien sie weit verbreitet. Tatsächlich entsprächen sie einer universellen Kultur, meinungsstarke, intelligente Frauen zum Schweigen bringen zu wollen. Janie in dieser Geschichte habe kein großes Bedürfnis nach Luxus, sondern nur den wunsch, sie selbst sein zu dürfen, das Recht auf Arbeit zu haben und den Wunsch, nicht nur ein weiteres hübsches Gesicht im häuslichen Umfeld zu sein. Im vorliegenden Film sei Janie Crawford wie ein Fluss im Hochwasser und zugleich still in seiner kristallklaren Ruhe. Regisseurin Darnell Martin verleihe Halle Berry die Vorzüge ihrer innewohnenden sinnlichen Intelligenz und Schönheit, hebe sie von der einfachen Kommerzialisierung ab, die sie bieten könne, und erkenne die Freiheit der natürlichen Welt an, die Janie Crawford sich zu eigen mache, eine Verve, nach ihren eigenen Vorgaben und im Schoß der Natur zu leben. Die Geschichte überzeuge durch historische und kulturelle Authentizität. Halle Berry spiele die Janie mit großem Geschick. Der Film sei ein gutes Beispiel für eine Buchverfilmung. Die Besetzung warte mit herausragenden Namen auf, deren Träger alle erfolgreich seien. Anfang und Ende des Films seien von einer Stille und Klarheit geprägt, die Janies Innenleben in ihrer Einsamkeit widerspiegele. Berry lasse uns an ihrer Freiheit teilhaben, genau so, wie sie es könne.
Im Cinemagazine schrieb Frank Heinen, Halle Berry überzeuge als Janie, einer freigeistigen Frau, die auf der Suche nach Glück und wahrer Liebe sei, aber mehr oder weniger in dem konservativen Umfeld gefangen sei, in dem sie aufgewachsen ist. Ironischerweise mache Halle Berrys überraschend gute Leistung eine der größten Schwächen des Films deutlich. Da sich die Geschichte hauptsächlich um Janie drehe, fehle den anderen Charakteren die Tiefe, die die Hauptfigur habe. Ein Nachteil sei auch, dass der Zuschauer nicht allzu viele Informationen über Janies Kindheit erführen. Das sei bedauerlich, weil dadurch ein Kontext hätte geschaffen werden können, der die wichtigen Entscheidungen, die Janie in ihrem Leben treffe, besser nachvollziehbar gemacht hätte. Their Eyes Were Watching God sei ein einigermaßen überzeugender Film und eine gute Skizze von Janie Starks Leben, der sowohl die Höhen als auch die Tiefen hervorhebe. Schade sei nur, dass der Film eigentlich zu kurz sei und dadurch gewisse Aspekte der Originalgeschichte nicht ausreichend belichtet würden.
Karen Valby von Entertainment Weekly bemerkte, dass der Film sich weitgehend mit der Liebesgeschichte zwischen Janie und Tea Cake befasse, während das Buch an gehaltvollen Fragen zu Rasse und Identität herumkaue und Alynda Wheat stimmte ihr zu. Auch die Kritikerin der New York Times Virginia Heffernan griff das auf und meinte, der Film sei weniger eine literarische Hommage als vielmehr eine visuelle Korrektur der Harlequin Romance: Black Southern Series – voller sinnlicher Softcore-Szenen und einer modernen, zugänglichen Sprache.
Die Redaktionskritik der Filmzeitschrift Cinema beinhaltete als Ergebnis, dass die „TV-Verfilmung des Romans von Zora Neale Hurston einen differenzierten Rückblick auf die Geschichte der ‚black community‘“ habe erwarten lassen. Was „unter der Ägide von Produzentin Oprah Winfrey“ herausgekommen sei, sei „leider zu glatt geraten“. Nur Hale Berry überzeuge. Fazit: „Schwarze Emanzipation als Soap Oprah“.

### Auszeichnungen
Primetime Emmy Awards 2005
- Nominiert für den Primetime Emmy Alan D’Angerio (Hairstyling) und Barbara Lorenz (Haarstyling Mrs. Berry)
- Nominiert für den Primetime Emmy Halle Berry für ihr Spiel als Janie Crawford

Satellite Awards 2005
- Nominiert für den Satellite Award Ruben Santiago-Hudson

Gold Derby Awards 2005
- Nominiert für den Gold Derby TV Award Halle Berry

Women’s Image Network Awards 2005
- Nominiert für den WIN Award Halle Berry und Ruben Santiago-Hudson

BET Awards 2005
- Nominiert für den BET Award in der Kategorie „Beste Schauspielerin“ (Halle Berry, gleichzeitig auch für Catwoman)

Online Film & Television Association 2005
- Nominiert für den OFTA Television Award der Film selbst und Terrence Howard

Black Movie Awards 2005
- Nominiert für den Black Movie Award Kate Forte, Quincy Jones, Oprah Winfrey, Matthew Carlisle

Austin Film Critics Association 2006
- Gewinner des Breakthrough Artist Award Terrence Howard, gemeinsam mit L.A. Crash, Vier Brüder, Get Rich or Die Tryin’, Hustle & Flow, Lackawanna Blues

Black Reel Awards 2006
- Gewinner des Black Reel in der Kategorie „Bester Schauspieler“ Michael Ealy
- Nominiert für den Black Reel in der Kategorie „Beste Schauspielerin“ Halle Berry
- Nominiert für den Black Reel in der Kategorie „Bester Nebendarsteller“ Ruben Santiago-Hudson#
- Nominiert für den Black Reel in der Kategorie „Beste Nebendarstellerin“ Nicki Micheaux
- Nominiert für den Black Reel in der Kategorie „Beste Regie“ Darnell Martin
- Nominiert für den Black Reel in der Kategorie „Bestes Drehbuch (Original oder Adaption)“ Suzan-Lori Parks, Misan Sagay, Bobby Smith Jr.
- Nominiert für den Black Reel in der Kategorie „Hervorragender Fernseh- oder Miniserienfilm“ Matthew Carlisle

Image Awards (NAACP) 2006
- Nominiert für den Image Award der Film selbst sowie Michael Ealy, Ruben Santiago-Hudson und Halle Berry

Golden Globe Awards, USA 2006
- Nominiert für den Golden Globe Halle Berry

Directors Guild of America Award, USA 2006
- Nominiert für den DGA Award Darnell Martin

Costume Designers Guild Awards 2006
- Nominiert für den CDG Award Eduardo Castro

American Cinema Editors, USA 2006
- Nominiert für den Eddie in der Kategorie „Bester Schnitt“ Peter C. Frank